# Nieuwenhofpoortje
Het Nieuwenhofpoortje, vroeger ook wel Begijnenpoortje of poortje bij de Zwingelput genoemd, is een poterne, een secundaire poort in de stadsmuur van de Nederlandse stad Maastricht. De poort is in de 14e eeuw aangebracht in de Nieuwenhofwal, onderdeel van de tweede middeleeuwse stadsomsluiting van Maastricht en is gelegen tussen het zuideinde van de straat Zwingelput (Jekerkwartier) en het voetgangersbruggetje over de zuidelijke Jekertak in het Stadspark Maastricht.

## Geschiedenis

### Bouw tweede stadsmuur en Nieuwenhofpoortje
Nadat de eerste stadsmuur uit het tweede kwart van de dertiende eeuw al na enkele decennia te krap bleek, besloot men vanaf circa 1294 de langs de uitvalswegen ontstane voorsteden binnen een nieuw te bouwen enceinte (stadsomsluiting) te brengen. Aanvankelijk bestond de nieuwe enceinte uit een aarden wal met palissade en waar mogelijk een natte gracht. Wel waren de stadspoorten van meet af aan van steen. De nieuwe omsluiting werd in 1380 in gebruik genomen, hoewel er nog tot circa 1500 aan gebouwd werd. De tweede stadsmuur op de linker Maasoever had een lengte van 4,4 km, inclusief ca. 900 m van de eerste muur, voornamelijk langs de Maas. De hoogte varieerde van 6 tot 9 m. Er kwamen vijf nieuwe land- of veldpoorten en twee waterpoorten. Daarnaast bleven de bestaande Maaspoorten in functie, en tot aan het einde van de 15e eeuw ook de Helpoort.
Het Nieuwenhofpoortje wordt voor het eerst genoemd in een schepenbrief van het kapittel van Sint-Servaas in 1374. Mogelijk is dit poortje identiek met het in de stadsrekening van 1399-1400 genoemde "Kuenenportken" en het in 1463 vermelde "Begijnenportken". De huidige naam van de poort verwijst naar de Nieuwenhof, het naastgelegen begijnhof, later klooster, nog later weeshuis en tegenwoordig University College Maastricht.

### Sluiting Nieuwenhofpoortje en uitbouw van de vesting
Volgens de Maastrichtse humanist en eerste stadshistoricus Herbenus (1451-1538) werd het Nieuwenhofpoortje al voor 1485 dichtgemetseld. De voornaamste reden zou zijn dat het buiten de wallen gelegen begijnhof (de Aldenhof?) omstreeks die tijd verplaatst werd naar de huidige locatie binnen de stadsomsluiting (de Nieuwenhof). Op kaarten uit de 16e-19e eeuw, onder andere in de Atlas van Loon, ontbreekt het poortje dan ook. Door de veranderde oorlogsvoering werden de stadsmuren rond het midden van de 16e eeuw aan de stadszijde verstevigd met aarden wallen. Hierdoor werd het Nieuwenhofpoortje aan deze zijde geheel aan het oog onttrokken.
Door de gestaag uitdijende buitenwerken raakte de stadsmuur vanaf eind 16e eeuw steeds meer ingekapseld, wat op de bekende maquette van Maastricht goed te zien is. In de tweede helft van de 18e eeuw werden de vestingwerken onder directeur der fortificaties Pieter de la Rive verder uitgebreid en werden aan de zuidzijde van de stad diverse bastions en lunetten bijgebouwd, onder andere de drie lunetten van de Nieuwenhof (1768-'69).

### Ontmanteling vesting en restauratie Nieuwenhofpoortje
Na de opheffing van de vestingstatus van Maastricht in 1867 werd de vesting Maastricht in opdracht van het Ministerie van Oorlog ontmanteld, waarna de gronden werden overgedragen aan de Dienst der Registratie en Domeinen voor verdere sloop en herbestemming. De stadspoorten, die onder de zeggenschap van het gemeentebestuur vielen, werden tussen 1867 en 1870 als eerste gesloopt. De afbraak van de stadsmuren zou nog tot de jaren 1930 doorgaan. Door toedoen van Victor de Stuers en anderen bleven hier en daar delen van de eerste en tweede stadsmuur gespaard, zoals de Helpoort en omgeving, maar ook de Nieuwenhofwal en het Nieuwenhofpoortje. In 1919 werden de lunetten van de Nieuwenhof gesloopt, waarna op het vrijgekomen terrein de Tapijnkazerne werd gebouwd. De smalle strook langs de Jeker tussen het kazerneterrein en de Nieuwenhofwal werd aan het Stadspark toegevoegd. Hier werd onder meer een hertenkamp gerealiseerd.
In 1908-1909 werd de aarden wal aan de stadszijde van de Nieuwenhofwal afgegraven, waarna hier de Nieuwenhofstraat werd aangelegd. Door het verdwijnen van de aarden wal kwamen het Nieuwenhofpoortje en de stenen trap naar de weergang boven op de stadsmuur na 350 jaar weer aan het daglicht. De stadsmuur werd gerestaureerd en de dichtgemetselde poterne opnieuw geopend, hoewel afgesloten met een hek, aangezien aan de veldzijde een brug ontbrak. De houten voetgangersbrug over de Jeker, alsmede de wandelplaats boven op de walmuur, werden tijdens de bezettingsjaren 1940-'44 gerealiseerd. Drijvende kracht hierachter was de historicus Charles Thewissen.

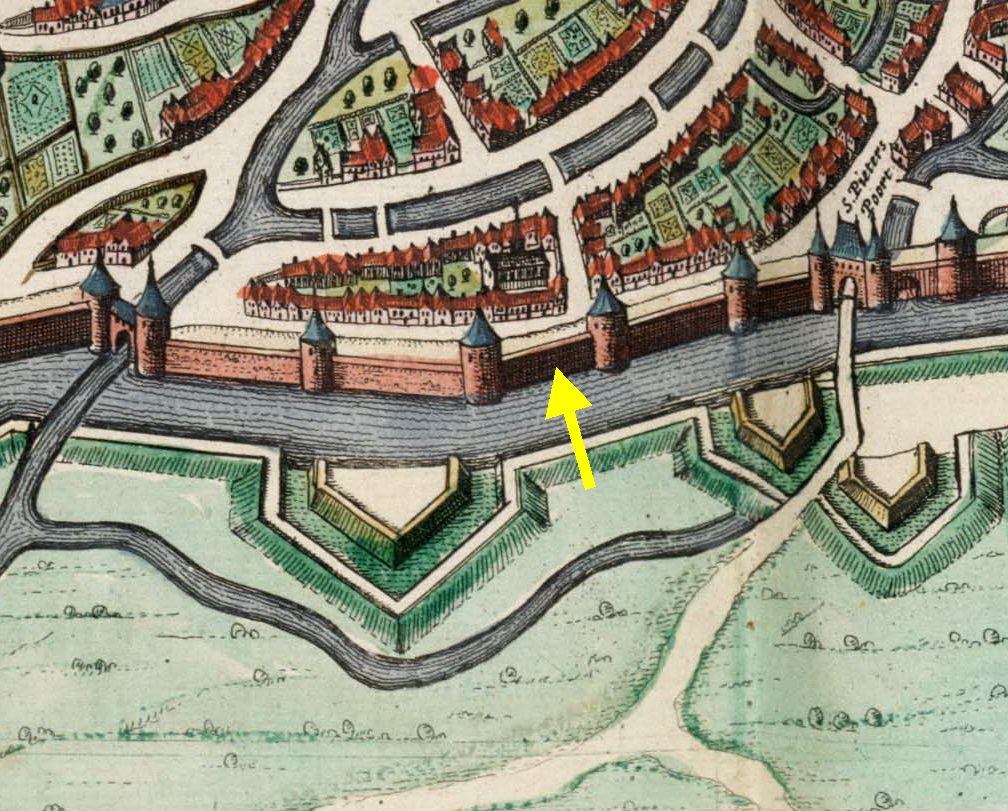
Detail kaart Atlas van Loon, 1649 (zonder poortje)
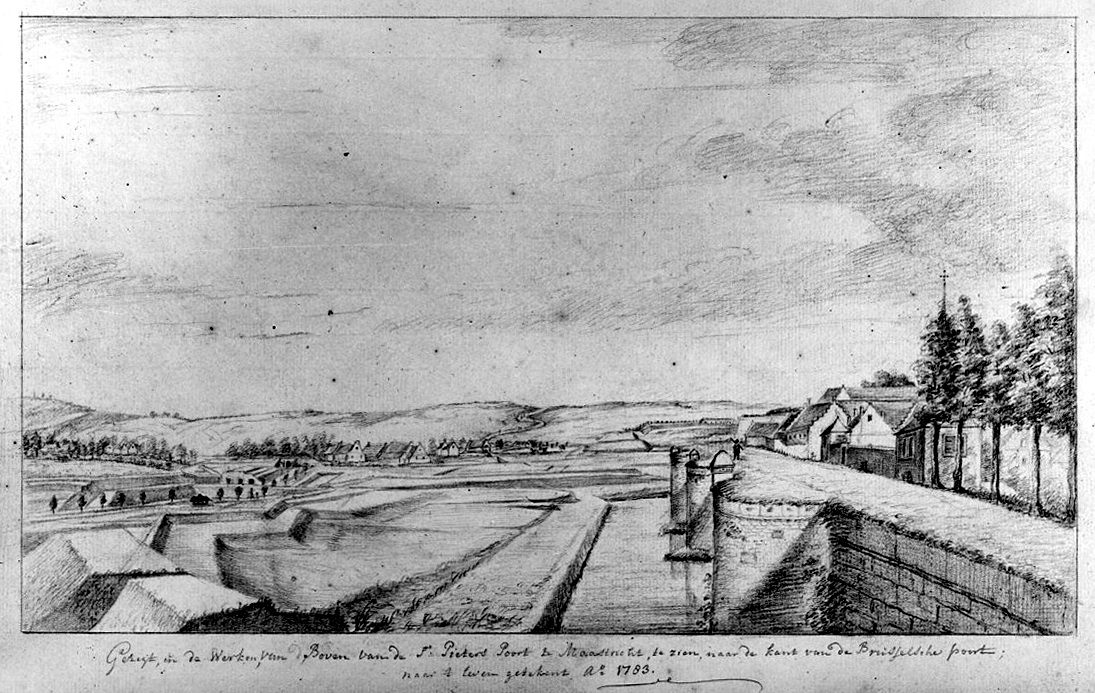
Nieuwenhofwal en Jeker vanaf de Sint-Pieterspoort, 1789
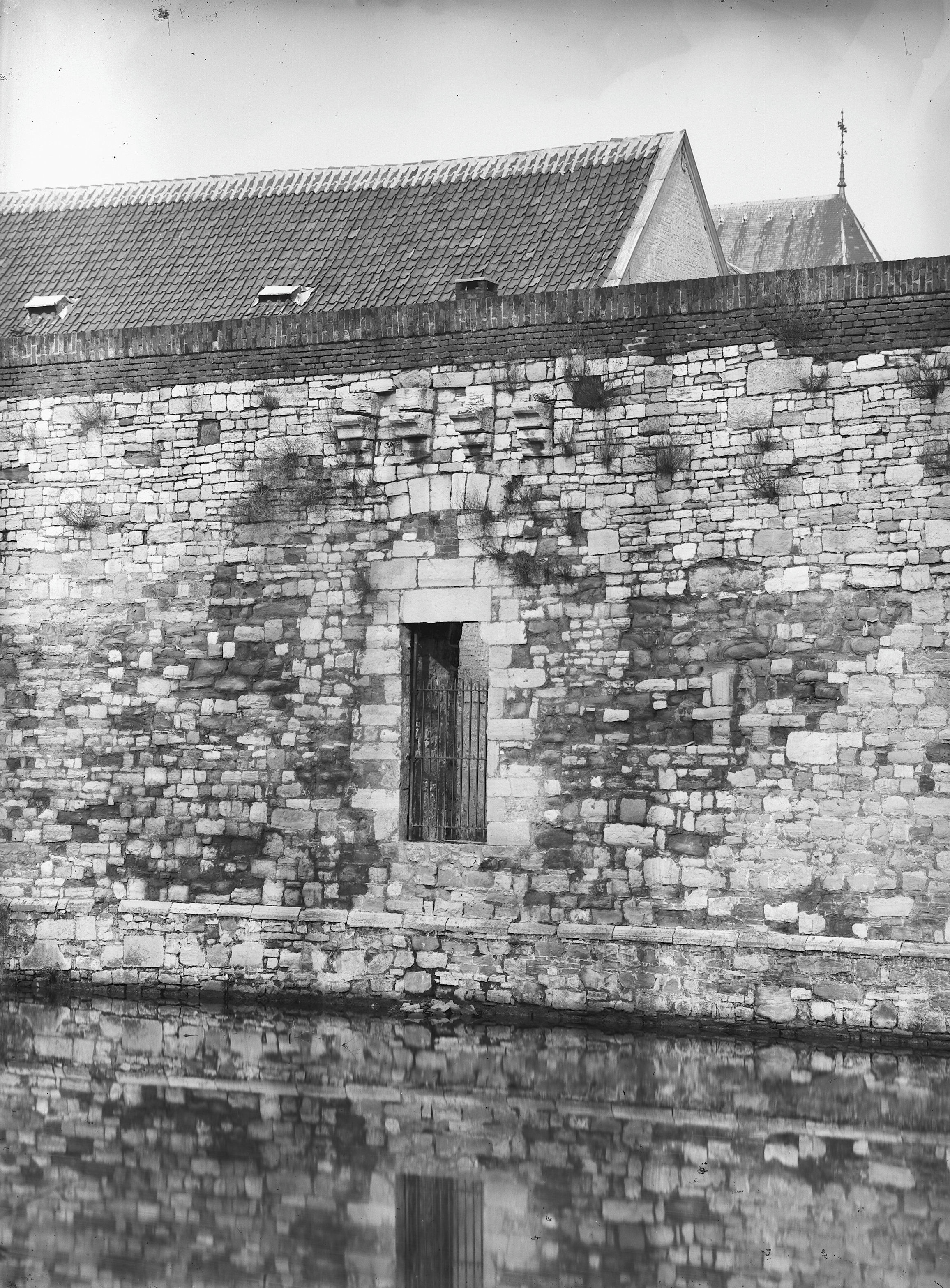
Veldzijde gerestaureerd poortje (zonder brug), 1912
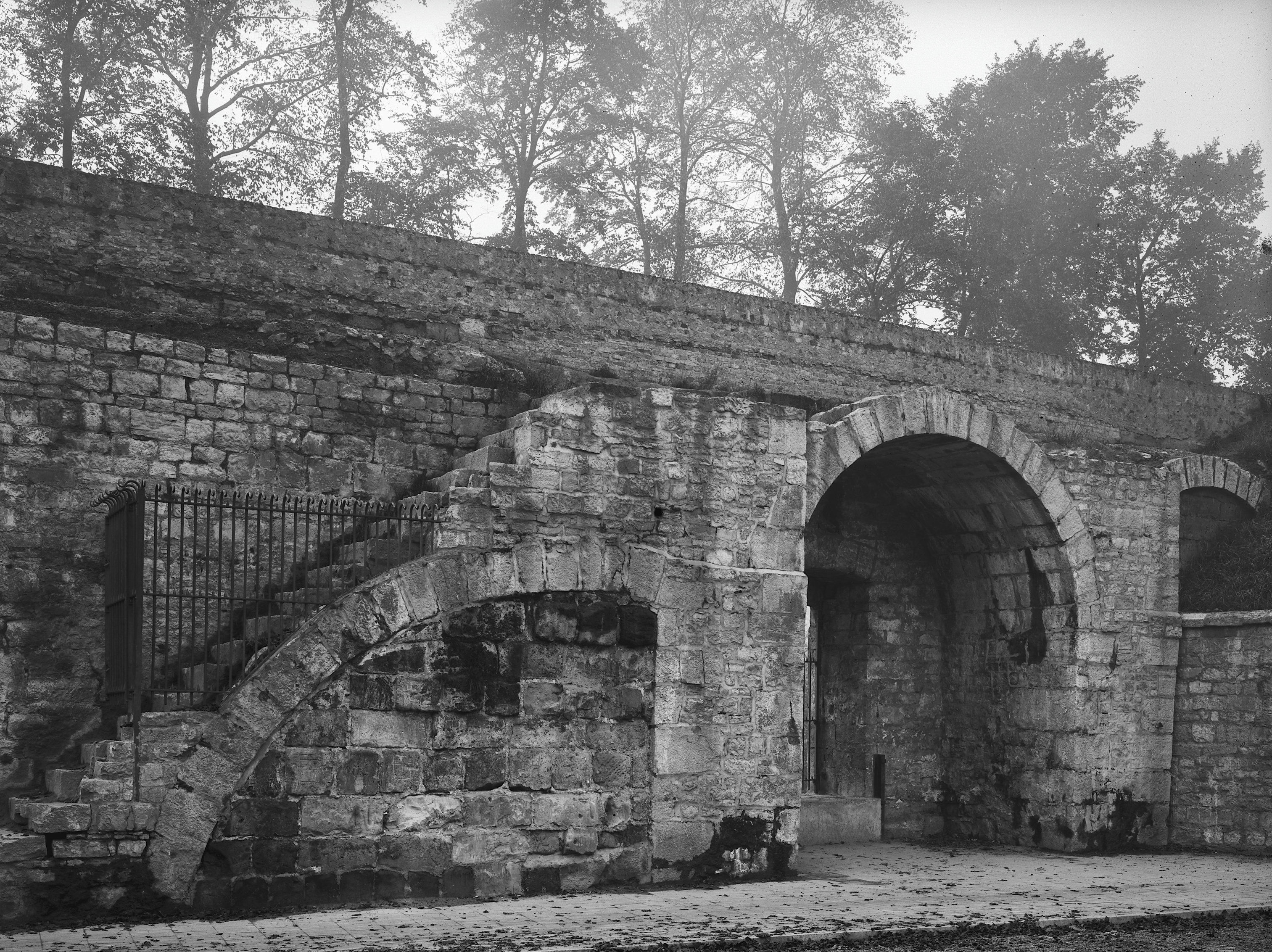
Stadszijde poortje en trap naar Nieuwenhofwal, 1912

## Cultuurhistorisch erfgoed

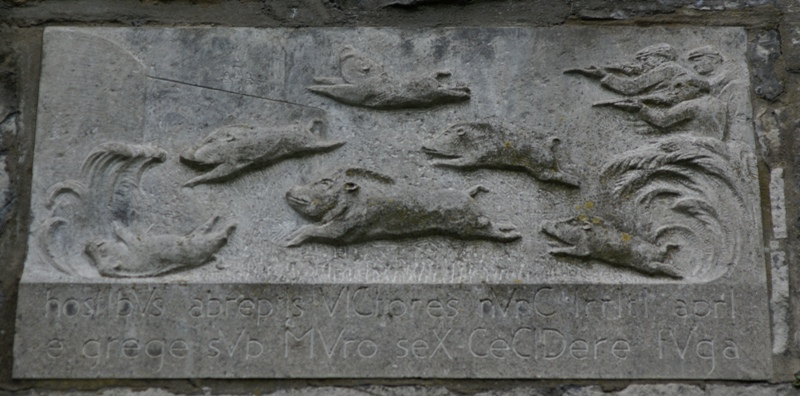
Gedenksteen zwijnenjacht

Het Nieuwenhofpoortje bestaat aan de zijde van het Stadspark uit een eenvoudige rechthoekige opening in de stadsmuur met in de linker- en rechterbovenhoek een afgeronde hoeksteen. Deze hoekstenen dragen de latei (bovendorpel) van Naamse steen. Aan de veldzijde is nog een ontlastingsboog te herkennen en vier geprofileerde kraagstenen, die een wachthuisje of een mezekouw ondersteund hebben. Aan de stadszijde bevindt de poortopening zich in een muurboog van de stadsmuur, iets uit het midden. Aan de binnenzijde is een kleine nis boven de bovendorpel aangebracht, wellicht bedoeld voor een heiligenbeeld.
Boven de poort bevindt zich een gedenksteen die herinnert aan een gebeurtenis van 17 oktober 1947 toen een rotte wilde zwijnen door jagers werd afgeschoten omdat deze in het stadspark schade aanrichtte. De gedenksteen met een voorstelling in reliëf van een zwijnenjacht is gemaakt door beeldhouwer Charles Vos en werd in 1950 in de muur boven het Nieuwenhofpoortje ingemetseld. De Latijnse tekst op de steen verwijst in overdrachtelijke zin naar de verdrijving van de Duitse bezetters drie jaar eerder.

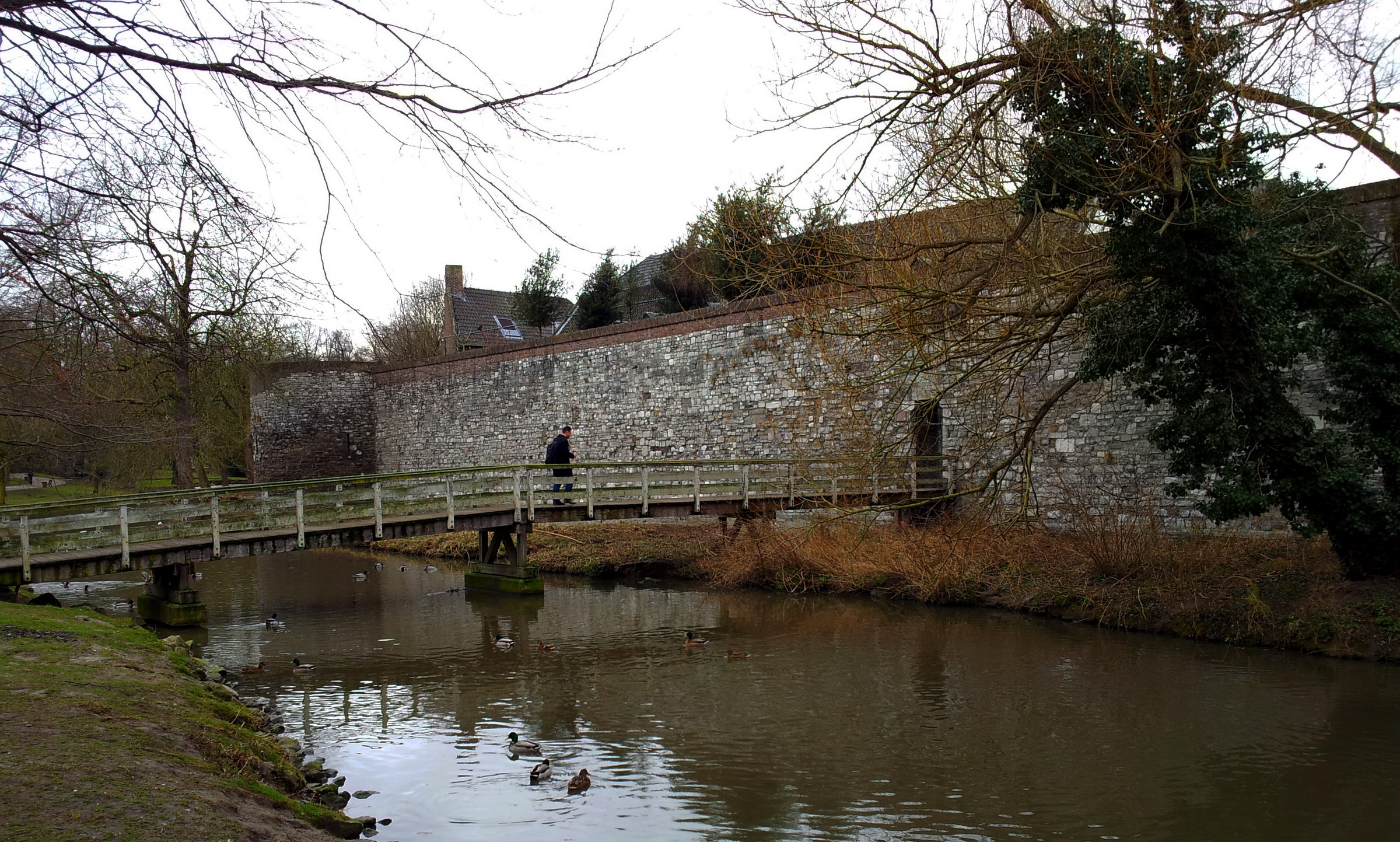
Nieuwenhofwal en Jekerbrug
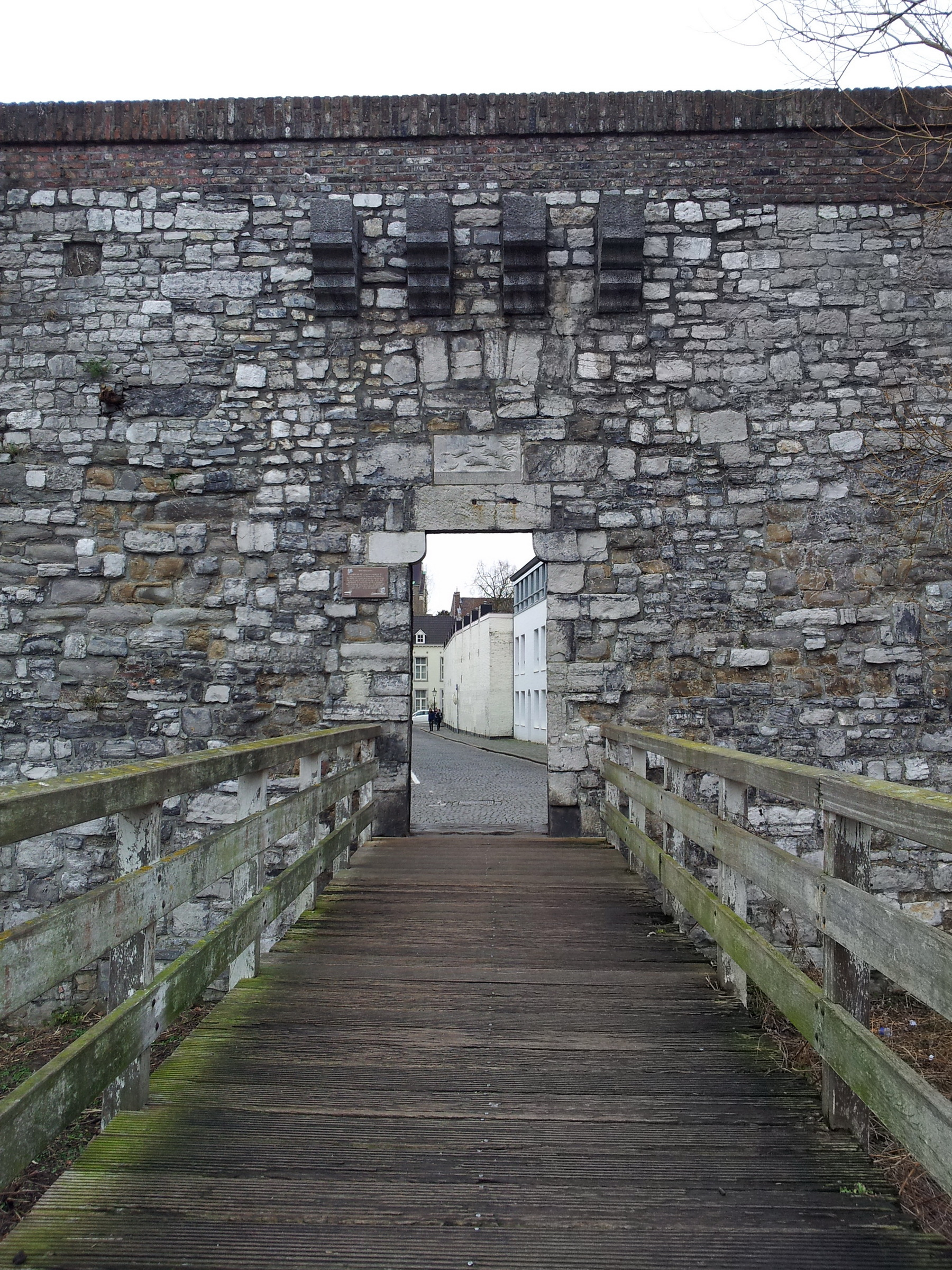
Zuidzijde muur, brug en poortje
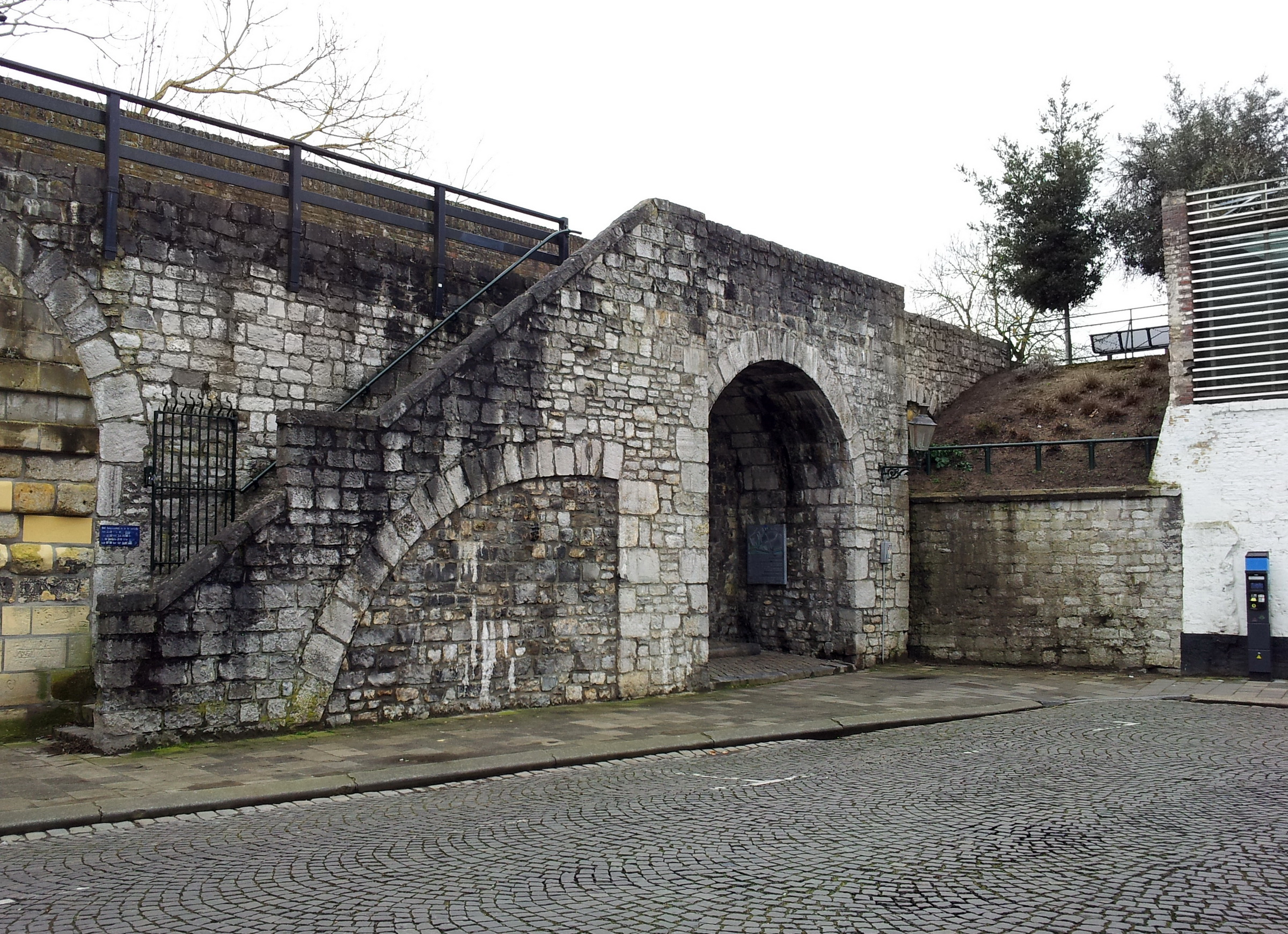
Stadszijde poortje en trap
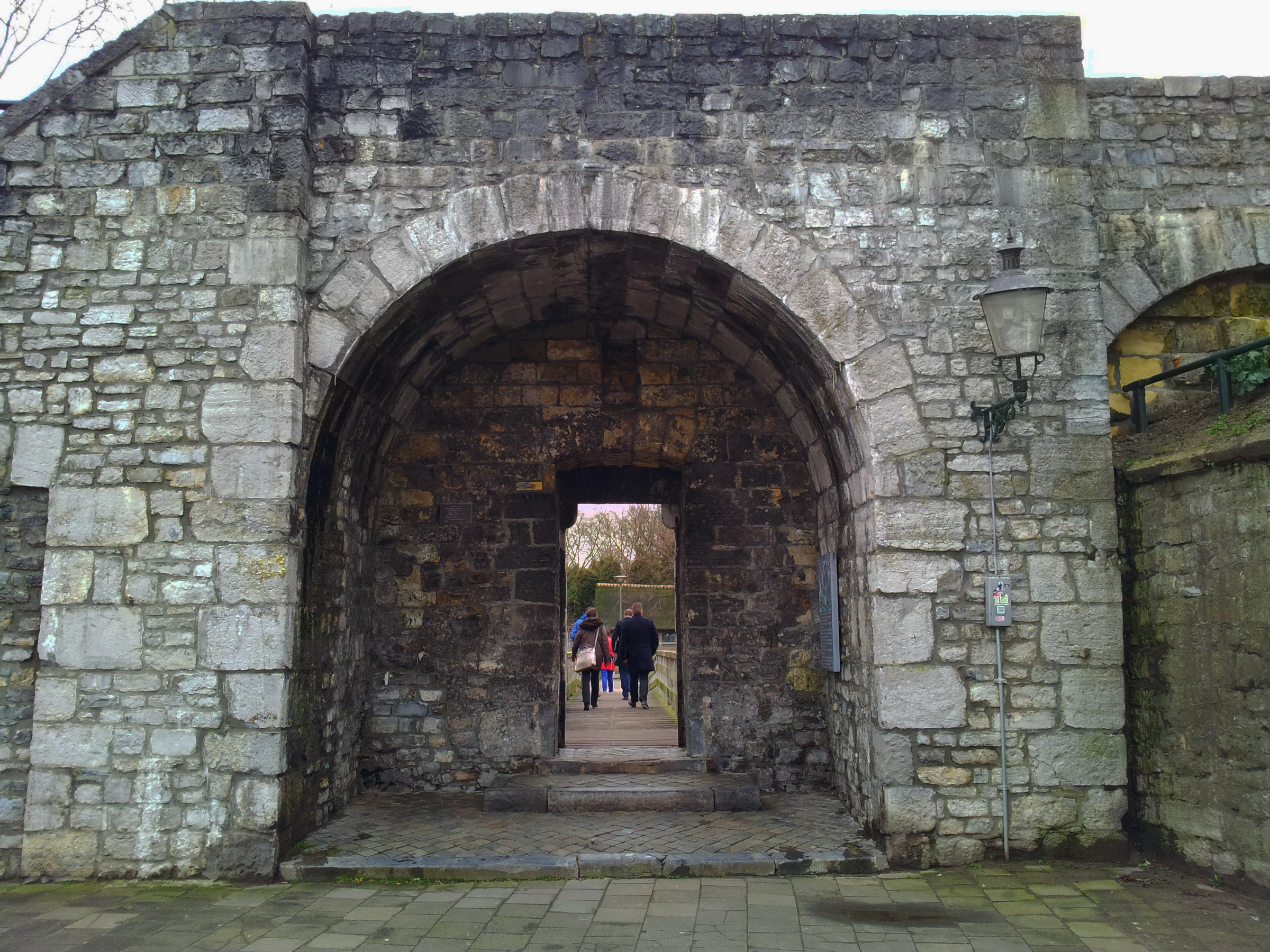
Stadszijde poortje